# Hileolaspis auratus
Hileolaspis auratus là một loài bọ cánh cứng trong họ Cerambycidae.